# 马嘶
马嘶（Ashwatthama）或（Ashwatthaman），又译作马勇，印度史诗《摩诃婆罗多》中的人物。他是湿婆的化身，导师德罗纳的儿子，本是婆罗门种姓，却奉行刹帝利正法，在俱卢之战是属于俱卢族一方的大勇士，也是俱卢族唯一幸存的三人之一。在战争末期，马嘶出于愤怒与复仇趁夜偷袭了般度族的大营，杀光所有的般遮罗人，又在逃亡过程中释放法宝“梵天之首”攻击至上公主腹中的胎儿，因而受到奎师那诅咒，将痛苦地在大地上生存三千年。至今印度各地还有各种看见马嘶的传言。

## 出生
阿修罗在与天神的对抗中失利，转而投生凡间，企图取得凡间的神位。他们在大地上肆虐，使得大地女神不堪重负，不得不向大梵天祈求庇护。于是大梵天命令各天神从身体中分出一部分，降生到凡间对抗众阿修罗，以减轻大地女神的负担。湿婆神、爱神、死神、愤怒神四位神明身体的一部分合而为一，投生而生出了马嘶。
马嘶是鸯耆罗族的后裔，父系与母系都出自以武艺著称的婆罗门名门。他的祖父婆罗堕遮仙人（又名持力仙人，Bharadwaja）以本领高强，持有威力无穷的烈火法宝。在一次祭祀中，显然无意看见天女诃哩达吉出浴，激动之下精液流泻。仙人将流出的精液盛在木钵里，从中生出了马嘶的父亲德罗纳。德罗纳从父亲那里学习了吠陀和法宝，后来又师从持斧罗摩求得包括梵天之首在内的所有法宝及使用方法，成为了著名的武术大师。马嘶的外祖父有年仙人是乔答摩仙人之子。有年仙人不精于吠陀只潜心研究弓箭，他的技艺令天神因陀罗也感到害怕，便派出天女引诱破坏他的苦行。仙人受到诱惑，精液流出滴在芦苇上，生出了一对儿女。俱卢国王福身王出猎时发现了这对儿女，带回象城抚养，并为他们起名“慈悯”。男慈悯（Kripa）长大后从有年仙人处习得了弓箭技艺和各种兵器，也成为了一位弓箭大师。女慈悯（Kripi）后来嫁给德罗纳，生下了马嘶。
马嘶一生下来就发出像因陀罗的坐骑神马嘶鸣一样震撼三界的哭声，一个潜行于天空的精灵听见后，为他起名为马嘶。他的头上有一颗天生的摩尼宝珠，可以让人无惧武器、疾病、饥饿、疲劳，德罗纳为他的出生布施了一千头牛。

## 早年
由于父亲德罗纳受到俱卢族邀请担任王子们的导师，马嘶少年时期与持国百子及般度五子一同受学于德罗纳，通晓各种秘术，成长为出类拔萃的大弓箭手，并与持国王的长子难敌交好。德罗纳偏爱弟子阿周那，把能将三界摧毁的终极法宝“梵天之首”连同使用和收回的秘诀悉数传授于他。出于竞争心，马嘶也向德罗纳要求学习这项法宝，尽管德罗纳不情愿地教给了儿子梵天之首的使用诀窍，但却对儿子流露出失望的情绪。马嘶听后十分痛苦，在大地上游荡。后来他前往多门城拜访奎师那，请求用梵天之首交换威力无穷的妙见飞轮，企图将来能使用它战胜黑天。奎师那慨然允诺马嘶可以自行拿走飞轮，无需用梵天法宝交换。但马嘶使出全身力气也无法拿动飞轮，只能坦白自己的意图，并离开了多门城。
在难敌为夺取般度五子财富而举行的骰子大会上，马嘶及父亲也受邀前来观礼。对于大会上发生的不道德事件，及黑公主受到的无礼对待，尽管马嘶没有明确出面反对，但内心并不赞同。这使得他在态度上明显倾向于同情对般度五子，并在后来在摩差国与阿周那的遭遇战中明确对难敌声明了自己的立场。但他在这场战斗仍然奋力为难敌抵抗不可战胜的阿周那的攻击，并把握住阿周那破绽射断了甘狄拔神弓的弓弦，连天神也为他这一战绩感到满意。在这次战斗中，马嘶展示出不逊色于阿周那的武力，直到后来弓箭耗尽才落于下风。

## 俱卢之战
马嘶在俱卢之战中有着活跃的战绩。
他在第十三天的战斗中参与了围攻阿周那之子激昂的战斗。
在第十四天的夜战中，马嘶两度击败怖军之子罗刹瓶首，又多次击退木柱王之子猛光，并大量杀戮般遮罗士兵。
在第十五天的战斗中，般度族苦于无法战胜德罗纳，黑天便采用欺诈的方法，利用德罗纳对马嘶的爱子之情击败他。他们先杀死一头名叫“马嘶”的大象，然后让士兵高声大喊马嘶已死。听说爱子已死的德罗纳，战斗信心受到动摇，他向以守持正法从不说谎闻名的坚战求证传言的真实性，坚战却对他说了谎。万念俱灰的德罗纳在进行了几次杂乱无序的抵抗后，最终决定放下武器不再战斗。猛光趁这个机会，不顾阿周那的阻止，割下了德罗纳的头颅。听闻父亲被以非法的手段杀害后，马嘶极其愤怒，祭放出那罗延法宝，想要将般遮罗人全部杀死。但奎师那知晓法宝的使用规则，令法宝失去了效力。